# Orchestre français
L’orchestre français est un type particulier de formation orchestrale, en vigueur en France pendant la période baroque. À partir de la seconde moitié du XVIIIe siècle, il disparaît au profit de l'orchestre italien (dont les formations symphoniques modernes sont les héritières), jusqu'à sa redécouverte progressive dans le dernier quart du XXe siècle.
De nombreux compositeurs ont écrit pour cet orchestre, comme Jean-Baptiste Lully, Michel-Richard de Lalande, Marc-Antoine Charpentier, André Campra, Henry Desmarest, Pascal Collasse, André Cardinal Destouches ou bien encore Marin Marais.

## Constitution
L'orchestre français est constitué de 5 parties d'instruments, contrairement à l'orchestre italien constitué, pour sa part, de seulement 4 parties (premiers violons, seconds violons, altos, violoncelles, plus éventuellement une partie de contrebasse, mais ne faisant le plus souvent que doubler les violoncelles). Plus exactement, il est formé de :
- une partie de dessus de violon
- trois parties intermédiaires : haute-contre de violon, taille de violon et quinte de violon
- une partie de basse de violon

À ces différentes parties viennent s'ajouter la basse continue, regroupant théorbes, luths, guitares, basses de viole, orgues, ou bien encore clavecins. Différents instruments à vent peuvent également venir renforcer la partie de dessus de violon : flûte, flûte allemande, hautbois, basson, cromone, etc.
Lorsque les effectifs instrumentaux en présence étaient insuffisants, la partie de quinte de violon pouvait être parfois omise. En province, il s'agissait même d'une pratique assez habituelle. Les deux parties intermédiaires restantes pouvaient être jouées telles qu'elles, ou bien être adaptées en conséquence. L'équilibre général de l'orchestre restait cependant globalement inchangé, les voix médiums représentant toujours une très large part l'effectif total, au contraire des habitudes italiennes.

### Équilibre et sonorité
L'orchestre français dispose d'une sonorité très caractéristique, plus grave, nébuleuse et dense, particulièrement riche harmoniquement, et dominée par une voix de dessus volubile, claire et brillante. Les parties de dessus de violons et de basse de violon en forment le cadre principal. Les trois parties intermédiaires, également appelées « parties de remplissage » ont, quant à elles, pour rôle essentiel d'enrichir l'harmonie.
Sous Louis XIV, les parties intermédiaires représentent par moins de la moitié de l'effectif total des violons (le dessus est cependant doublé par les vents, et la basse soutenue par la basse continue). Régulièrement « oubliées » dans les partitions imprimées par les éditeurs musicaux, parfois même plus ou moins improvisées par les interprètes (avant Lully), ces parties semblent avoir été longtemps considérées comme un agrément optionnel, auquel il pouvait être fait recours si les effectifs instrumentaux en présence le permettait. Ainsi, un compositeur comme Jean-Baptiste Lully était même réputé déléguer leur composition à ses secrétaires, exception faite des pièces les plus importantes et spectaculaires (ouvertures, chaconnes, etc.). Elles prendront cependant peu à peu une importance grandissante dans le dispositif orchestral, acquérant parfois même une certaine autonomie vis-à-vis de la voix de dessus (par exemple, dans certaines tragédies en musique de Pascal Collasse). Jean-Baptiste Lully a ainsi été considéré par ses contemporains comme le premier compositeur à avoir exigé des musiciens les interprétant un soin et une précision équivalente à ce qui était ordinairement demandé au-dessus et à la basse.
La partie de dessus de violons, doublée par les vents, représente une part importante de l'effectif total (sous le règne de Louis XIV, un quart de l'effectif total des violons, mais renforcé par les vents). Constituant le principal moteur de l'orchestre français, et non concurrencée par une partie de second violons qui lui disputerait la mélodie, elle est mise en valeur par les autres parties qui la soutienne par un halo harmonique dense. De ce fait, la qualité de son interprétation est tout particulièrement importante (qui plus est, la réticence du goût français de l'époque pour la virtuosité et les effets, ainsi que la préférence de ce dernier pour les mélodies simples et « naturelles », la contraigne d'autant plus à l'éloquence).
De façon générale, les voix graves ont naturellement tendance à être moins mobiles que les voix aiguës. Leur importance dans l'orchestre français, conjugué au fait que l'écriture musicale à 5 parties est significativement plus complexe à réaliser qu'une écriture à 4 parties, contribuent donc à rendre celui-ci moins propre à la virtuosité que son homologue italien. Cette caractéristique explique sans doute -pour partie- la préférence grandissante dont bénéficia ce dernier auprès des compositeurs tout au long du XVIIIe siècle.

### Instruments

#### Physionomie des instruments
Chacune des parties de l'orchestre français était interprétée à l'aide d'instruments spécifiques. Le dessus de violon correspond ainsi, en termes de taille, de façon assez juste au violon moderne. La haute-contre de violon s'apparente à un petit alto. La taille de violon, pour sa part, est l'instrument se rapprochant le plus de l'alto actuel. Quant à la quinte de violon, elle devait ressembler à un tout petit violoncelle porté en bandoulière, un peu à la manière d'une guitare. La basse de violon, à quatre ou à cinq cordes, était légèrement plus grande que les violoncelles contemporains.
Bien que de dimensions différentes, les hautes-contre, tailles et quinte de violons étaient accordés pareillement.
À noter que la plupart des ensembles baroques contemporains interprètent toutes les parties intermédiaires à l'aide d'un même type d'instrument, à savoir l'alto baroque de style plutôt italien. En effet, la physionomie exacte de ces instruments est encore à l'heure actuelle (2018) un sujet de recherche actif.

#### Tenue des instruments
En France, les violons étaient tenus, non pas sous le menton et sur un plan presque horizontal (manière contemporaine ordinaire de tenir un violon), mais dans le creux de l'épaule, juste sous la clavicule, et sur un plan quasi vertical. Les implications de cette position particulière sont significatives :
- Les notes peuvent être tenues moins longtemps, le bras tenant l'archet ne pouvant être déployé aussi largement (l'archet français est d'ailleurs, par conséquent, sensiblement plus court).
- Meilleure agilité, permettant de mieux marquer les silences d'articulation[5].
- Son plus vif et puissant lorsque l'archet est tiré (la gravité aidant), permettant de facilement marquer les temps forts[5].
- Son plus faible lorsque l'archet est poussé (utilisé sur les temps faibles)[5].

L'irrégularité d'intensité entre temps forts (archet tiré) et temps faibles (archet poussé) était particulièrement recherchée à l'époque baroque. Par la suite, le goût a évolué vers un son plus pur et constant. La manière contemporaine de tenir le violon y répond.
Plus accessoirement, notons qu'une telle position est moins fatigante pour le violoniste, qu'elle requiert moins d'espace (les musiciens peuvent ainsi se tenir plus nombreux dans un espace exigu, comme dans une tribune, une fosse d'orchestre, etc.), et qu'elle est alors jugée plus naturelle et élégante.

## Évolution
Jusque dans les années 1690, l'orchestre français conserve inchangé son équilibre remarquable adopté au début du siècle, et qui avait été précisément décrit par Marin Mersenne dès 1632 dans son célèbre traité de musique l'Harmonie Universelle. En effet, à partir de 1692, le nombre de dessus de violon va commencer à croître progressivement au détriment des parties intermédiaires. Après 1715 (mort de Louis XIV), cette évolution s'accélère. Sous l'influence italienne, la partie de quinte de violon va ainsi rapidement disparaître, donnant lieu à orchestre à géométrie variable (4 ou 5 parties en fonction des pièces interprétées) :
- une partie de dessus de violon, pouvant se diviser en deux afin de reconstituer l'orchestre à 5 parties traditionnel
- deux parties intermédiaires : haute-contre de violon et taille de violon
- une partie de basse de violon, parfois renforcée par une ou plusieurs contrebasses

Ainsi, l'effectif des parties intermédiaires va progressivement se réduire au profit des voix les plus aigus, jusqu'à ce que l'équilibre général de l'orchestre rejoigne peu ou prou celui de son homologue italien, aux alentours de 1750. La réduction du nombre d'instrumentistes jouant les parties intermédiaires va réduire l'audience de celles-ci dans l'orchestre (alors qu'elles représentaient plus de la moitié de l'effectif total quelques dizaines d'années auparavant) au point que Rousseau se permettra cette remarque piquante :

« Ceux qui sont aux parties de remplissage peuvent s'arrêter quand ils veulent, et la musique ne s'en va pas moins. »

### L'abandon
Au cours du XVIIIe siècle, la musique prend de plus en plus son indépendance, et cesse définitivement d'être avant tout considérée comme un moyen de mettre en valeur un texte, ou comme le nécessaire à la danse. Parmi les 5 voix de l'orchestre français, 4 se consacrent essentiellement à la formation d'une riche nappe sonore, à une plénitude harmonique sur laquelle peut reposer un texte souligné par une voix de dessus respectant autant que possible sa prosodie naturelle. Cette conception du rôle de l'orchestre va évoluer. Les compositeurs vont s'attacher à ce que la musique devienne plus évocatrice par elle-même, c'est-à-dire indépendamment du sens exact des vers d'un poème, qu'auparavant elle cherchait avant tout à « porter ». Ce changement esthétique peut être constaté dans l'étude certains motets de Michel-Richard de Lalande écrits à la fin du XVIIe siècle puis retravaillés quelques dizaines d'années plus tard par le compositeur lui-même.
De ce fait, le goût va donc évoluer vers plus d'effets et de virtuosité, en même temps que de lisibilité, de clarté harmonique. L'orchestre italien, plus aigu, plus léger, et répondant donc mieux à ces aspirations, va prendre une place de plus en plus importante. Par ailleurs, l'orchestre français, volontairement associé par Louis XIV à l'institution royale, va souffrir de la désaffection progressive qui affectera celle-ci tout au long du XVIIIe siècle. Par contraste, l'orchestre italien bénéficiera d'une image plus positive de fraîcheur et de renouveau, face à un orchestre français institutionnalisé jugé conservateur. De violentes polémiques, comme la querelle de Lullystes et des Ramistes, ou bien encore la querelle des Bouffons, en sont le reflet le plus spectaculaire.

### L'oubli et la redécouverte
Les caractéristiques essentielles de l'orchestre français semblent avoir été très rapidement oubliées. Ainsi, dès le milieu du XVIIIe siècle, la voix de haute-contre est régulièrement prise par une voix de second violons. De ce fait, et à partir de cette date, les œuvres conçues pour cet orchestre ne vont plus pouvoir être interprétées de façon satisfaisante.
Ainsi, et par exemple, la grande simplicité des parties intermédiaires de Lully sera parfois pointée du doigt, les contemporains percevant mal que leur rôle premier est d'épaissir le son de l'orchestre sans gêner la mélodie, et non de réaliser des contre-chants complexes nuisant à l'intelligibilité des textes.
De même, les proportions particulières des voix de l'orchestre français n'étant plus connues des chefs, la répartition italienne est utilisée. Les voix de dessus (assimilées à des 1er violons) et de haute-contre (assimilées à des 2d violons) se trouvent alors sur-représentés, engendrant un déséquilibre sonore. Il en résultera une désaffection durable pour son répertoire, jusqu'à ce que ses principes essentiels soient redécouverts à toute fin du XXe siècle, par des chefs d'orchestre comme William Christie ou Christophe Rousset, ainsi que grâce à un important travail de recherche mené par le Centre de Musique Baroque de Versailles. En particulier, la reprise en 1986 de la tragédie lyrique Atys par les Arts Florissants, première représentation complète et d'envergure recourant à un orchestre français correctement équilibré, a été un tournant décisif.